# Jean Smart
Jean Elizabeth Smart (Seattle, 13 settembre 1951) è un'attrice statunitense.
Ha recitato in numerose serie televisive, tra cui Frasier (2000-2001) e Samantha chi? (2007-2009), per le quali si è aggiudicata tre Premi Emmy. In seguito ha vinto altri tre Emmy e ottenuto due Golden Globe, due Critics Choice Television Awards e due Screen Actors Guild Awards per la serie televisiva Hacks. Ha inoltre vinto altri due Critics’ Choice Television Awards per le serie Fargo (2015) e Watchmen (2019).
In campo teatrale ha ricevuto una candidatura al Tony Award e una al Drama Desk Award.

## Biografia
Dopo gli studi, Jean Smart partecipa a piccole produzioni teatrali locali e off negli anni settanta. Debutta a Broadway nel 1981 e negli anni seguenti ottiene piccole parti in diversi programmi televisivi come L'albero delle mele, Alice e Mai dire sì. Il successo arriva con la serie Quattro donne in carriera, nella quale recita per cinque stagioni dal 1986 al 1991; dopo aver lasciato il programma, negli anni novanta i suoi impegni si concentrano principalmente in film per la televisione, come per esempio Overkill: The Aileen Wuornos Story, in cui impersona la serial killer Aileen Wuornos, e Rossella.
Nel 2000 e nel 2001 recita in sette episodi della famosa serie televisiva Frasier, vincendo anche due Emmy consecutivi come miglior attrice ospite in una serie comica. Dal 2002 al 2007 dà la voce alla Dottoressa Anne Possible nel cartone animato Kim Possible. Nel 2006 e nel 2007 recita nei panni della first lady Martha Logan nella quinta e sesta stagione della serie televisiva 24, ottenendo per questo ruolo due candidature agli Emmy. Grazie al ruolo della madre della protagonista nella sitcom Samantha chi? nel 2008 vince un Emmy come miglior attrice non protagonista in una serie comica. Nel 2015 recita nel ruolo di Floyd Gerhardt nella seconda stagione di Fargo.

## Vita privata
Sul set di Quattro donne in carriera ha conosciuto l'attore Richard Gilliland che ha poi sposato nel 1987 e con cui è rimasta fino alla morte di lui, avvenuta nel 2021. Dal loro matrimonio è nato un figlio, Connor Douglas (1989) mentre nel 2009 adottarono Forrest, nato un anno prima.

## Filmografia

### Attrice

#### Cinema
- Gangsters (Hoodlums), regia di Mac Ahlberg (1979)
- Flashpoint, regia di William Tannen (1984)
- Protocol, regia di Herbert Ross (1984)
- Tra due fuochi (Fire with Fire), regia di Duncan Gibbins (1986)
- Fuga dal futuro - Danger Zone (Project X), regia di Jonathan Kaplan (1987)
- Amanti, primedonne (Mistress), regia di Barry Primus (1992)
- Baby Talk, regia di David N. Gottlieb (1992)
- In fuga a quattro zampe (Homeward Bound: The Incredible Journey), regia di Duwayne Dunham (1993)
- La famiglia Brady (The Brady Bunch Movie), regia di Betty Thomas (1995)
- Edie & Pen, regia di Matthew Irmas (1996)
- La strana coppia II (The Odd Couple II), regia di Howard Deutch (1998)
- Guinevere, regia di Audrey Wells (1999)
- Forever Fabulous, regia di Werner Molinsky (1999)
- Snow Day, regia di Chris Koch (2000)
- Faccia a faccia (The Kid), regia di Jon Turteltaub (2000)
- Tutta colpa dell'amore (Sweet Home Alabama), regia di Andy Tennant (2002)
- Un ciclone in casa (Bringing Down the House), regia di Adam Shankman (2003)
- La mia vita a Garden State (Garden State), regia di Zach Braff (2004)
- I Heart Huckabees - Le strane coincidenze della vita (I Heart Huckabees), regia di David O. Russell (2004)
- Le regole del gioco (Lucky You), regia di Curtis Hanson (2007)
- Hero Wanted, regia di Brian Smrz (2008)
- Youth in Revolt, regia di Miguel Arteta (2009)
- Barry Munday - Papà all'improvviso (Barry Munday), regia di Chris D'Arienzo (2010)
- Tre all'improvviso (Life as We Know It), regia di Greg Berlanti (2010)
- Il matrimonio che vorrei (Hope Springs), regia di David Frankel (2012)
- Waking, regia di Ben Shelton (2013)
- Warren, regia di Alex Beh (2014)
- Miss Meadows, regia di Karen Leigh Hopkins (2014)
- The Accountant, regia di Gavin O'Connor (2016)
- Awaken the Shadowman, regia di J.S. Wilson (2017)
- Un piccolo favore (A Simple Favor), regia di Paul Feig (2018)
- La vita in un attimo (Life Itself), regia di Dan Fogelman (2018)
- Brampton's Own, regia di Michael Doneger (2018)
- Superintelligence, regia di Ben Falcone (2020)
- Senior Moment, regia di Giorgio Serafini (2021)
- Wildflower, regia di Matt Smukler (2022)
- Babylon, regia di Damien Chazelle (2022)

#### Televisione
- Before and After, regia di Kim Friedman – film TV (1979)
- Destini (Another World) – serie TV, episodio 1x4361 (1981)
- Signore e signori buonasera (Goodnight, Beantown) – serie TV, episodio 1x03 (1983)
- Cari professori (Teachers Only) – serie TV, 13 episodi (1983)
- Reggie – serie TV, 6 episodi (1983)
- L'albero delle mele (The Facts of Life) – serie TV, episodio 5x14 (1984)
- Alice – serie TV, episodio 8x20 (1984)
- Piaf, regia di Howard Davies – film TV (1984)
- Single Bars, Single Women, regia di Harry Winer – film TV (1984)
- Maximum Security – serie TV, 3 episodi (1984-1985)
- Mai dire sì (Remington Steele) – serie TV, episodio 3x20 (1985)
- Royal Match, regia di E.W. Swackhamer – film TV (1985)
- Lime Street – serie TV, episodio 1x04 (1985)
- Il colore dell'amore (A Fight for Jenny), regia di Gilbert Moses – film TV (1986)
- Quattro donne in carriera (Designing Women) – serie TV, 120 episodi (1986-1991)
- A Place at the Table, regia di Arthur Allan Seidelman – film TV (1988)
- Bravo Dick (Newhart) – serie TV, episodio 8x12 (1990)
- Giudizio al buio (A Seduction in Travis County), regia di George Kaczender – film TV (1991)
- Reclusa - La rabbia di una madre (Locked Up: A Mother's Rage), regia di Bethany Rooney – film TV (1991)
- Overkill: The Aileen Wuornos Story, regia di Peter Levin – film TV (1992)
- Sesso, bugie e Rock and Roll (Just My Imagination), regia di Jonathan Sanger – film TV (1992)
- Il grande cuore di Margaret (The Yarn Princess), regia di Tom McLoughlin – film TV (1994)
- Un cucciolo per Jody (The Yearling), regia di Rod Hardy – film TV (1994)
- Rossella (Scarlett) – miniserie TV, 3 episodi (1994)
- Un bambino per due (A Stranger in Town), regia di Peter Levin – film TV (1995)
- High Society – serie TV, 13 episodi (1995-1996)
- Undue Influence, regia di Bruce Pittman – film TV (1996)
- L'uomo che non ho mai conosciuto (A Change of Heart), regia di Arvin Brown – film TV (1998)
- Questione di stile (Style & Substance) – serie TV, 13 episodi (1998)
- The Man Who Came to Dinner, regia di Jay Sandrich – film TV (2000)
- Frasier – serie TV, 7 episodi (2000-2001)
- The District – serie TV, 14 episodi (2000-2004)
- La famiglia Pellet (In-Laws) – serie TV, 15 episodi (2002-2003)
- Audrey's Rain, regia di Sam Pillsbury – film TV (2003)
- Istinto criminale (Killer Instinct: From the Files of Agent Candice DeLong), regia di Peter Werner – film TV (2003)
- A.A.A. Babbo Natale cercasi (A Very Married Christmas), regia di Tom McLoughlin – film TV (2004)
- Center of the Universe – serie TV, 13 episodi (2004-2005)
- 24 – serie TV, 25 episodi (2006-2007) – Martha Logan
- Samantha chi? (Samantha Who?) – serie TV, 35 episodi (2007-2009)
- Woke Up Dead – serie TV, episodio 1x22 (2009)
- Psych – serie TV, episodio 5x04 (2010)
- Hawaii Five-0 – serie TV, 4 episodi (2010-2011)
- Family Practice, regia di Ted Wass – film TV (2011)
- $#*! My Dad Says – serie TV, 4 episodi (2011)
- William & Kate - Un amore da favola (William & Catherine: A Royal Romance), regia di Linda Yellen – film TV (2011)
- Harry's Law – serie TV, 7 episodi (2011-2012)
- The Smart One, regia di Michael Fresco – film TV (2012)
- The Flipside – serie TV, episodio 2x01 (2012)
- Call Me Crazy: A Five Film, regia di Laura Dern, Bryce Dallas Howard, Bonnie Hunt, Ashley Judd e Sharon Maguire – film TV (2013)
- When Calls the Heart, regia di Michael Landon Jr. – film TV (2013)
- Hot in Cleveland – serie TV, episodio 4x14 (2013)
- Halt and Catch Fire – serie TV, episodio 1x03 (2014)
- Getting On – serie TV, 2 episodi (2014)
- Sirens – serie TV, 3 episodi (2014-2015)
- Fargo – serie TV, 9 episodi (2015)
- Highly Evolved Human – serie TV, episodio 1x09 (2015)
- The McCarthys – serie TV, episodio 1x12 (2015)
- Girlfriends' Guide to Divorce – serie TV, 5 episodi (2015-2016)
- Bad Internet – serie TV, episodio 1x07 (2016)
- Angie Tribeca – serie TV, 1 episodio (2017)
- Veep - Vicepresidente incompetente (Veep) – serie TV, episodio 6x08 (2017)
- Legion – serie TV, 20 episodi (2017-2019)
- Dirty John – serie TV, 5 episodi (2018-2019)
- Le scarpe magiche di Natale (A Shoe Addict's Christmas), regia di Michael Robison – film TV (2018)
- Arrested Development - Ti presento i miei (Arrested Development) – serie TV, 2 episodi (2019)
- Watchmen – miniserie TV, 6 episodi (2019)
- Innamorati pazzi (Mad About You) – serie TV, episodio 8x10 (2019)
- Hacks – serie TV, (2021-in corso)
- Omicidio a Easttown (Mare of Easttown) – miniserie TV (2021)

### Doppiatrice
- Batman (Batman: The Animated Series) – serie TV, episodio 1x56 (1993)
- La Pantera Rosa (The Pink Panther) – serie TV, 40 episodi (1993-1995)
- I sospiri del mio cuore (Mimi wo sumaseba), regia di Yoshifumi Kondô (1995)
- Hercules – serie TV, episodio 1x55 (1999)
- The Oblongs – serie TV, 11 episodi (2001)
- Hey, Arnold! – serie TV, 2 episodi (1997-2004)
- Static Shock – serie TV, 3 episodi (2000-2003)
- Kim Possible – serie TV, 43 episodi (2002-2007)
- Kim Possible - Viaggio nel tempo (Kim Possible: A Sitch in Time), regia di Steve Loter – film TV (2003)
- Balto - Sulle ali dell'avventura (Balto III: Wings of Change), regia di Phil Weinstein – film TV (2004)
- Kim Possible - La sfida finale (Kim Possible: So the Drama), regia di Steve Loter – film TV (2005)
- Robot Chicken – serie TV, episodio 3x11 (2007)
- American Dad! – serie TV, episodio 4x03 (2008)
- Big Mouth – serie TV, 9 episodi (2018-2021)

## Teatro
- Romeo e Giulietta di William Shakespeare. Oregon Shakespeare Festival di Ashland (1975)
- Enrico VI, parte II di William Shakespeare. Oregon Shakespeare Festival di Ashland (1976)
- Molto rumore per nulla di William Shakespeare. Oregon Shakespeare Festival di Ashland (1976)
- Enrico VI, parte III di William Shakespeare. Oregon Shakespeare Festival di Ashland (1977)
- Casa Cuorinfranto di George Bernard Shaw. Intiman Playhouse di Seattle (1978)
- Macbeth di William Shakespeare. Hazlett Theater di Pittsburgh (1980)
- Last Summer at Bluefish Cove di Jane Chambers. The Actors Playhouse di New York (1980)
- Piaf di Pam Gems. Gerald Schoenfeld Theatre di Broadway (1981)
- Kean di Alexandre Dumas. Hartford Stage di Hartford (1981)
- The Greeks di John Barton e Kenneth Cavander. Hartford stage di Hartford (1982)
- Strange Snow di Stephen Metcalfe. The Coast Playhouse di Los Angeles (1985)
- Enrico IV di William Shakespeare. Intiman Playhouse di Seattle (1987)
- La via del mondo di William Congreve. Intiman Playhouse di Seattle (1987)
- Tre sorelle di Anton Čechov. Intiman Playhouse di Seattle (1988)
- The End of the Day di Jon Robin Baitz. Playwrights Horizons dell'Off-Broadway (1992)
- Fit to Be Tied di Nicky Silver. Playwrights Horizons dell'Off-Broadway (1996)
- The Man Who Came to Dinner di George S. Kaufman e Moss Hart. American Airlines Theatre di Broadway (2000)
- Il ventaglio di Lady Windermere di Oscar Wilde. Williamstown Theatre Festival di Williamstown (2005)

## Riconoscimenti
- Golden Globe
  - 2022 – Miglior attrice in una serie commedia o musicale per Hacks
  - 2023 – Candidatura per la miglior attrice in una serie commedia o musicale per Hacks
  - 2025 - Miglior attrice in una serie commedia o musicale per Hacks
- Critics' Choice Awards
  - 2020 - Migliore attrice non protagonista in una serie drammatica per Watchmen
  - 2022 – Migliore attrice in una serie commedia per Hacks
  - 2022 - Candidatura alla migliore attrice non protagonista in una miniserie per Omicidio a Easttown
  - 2023 - Migliore attrice in una serie commedia per Hacks
- Premio Emmy
  - 2000 - Migliore attrice guest in una serie commedia per Frasier
  - 2001 - Candidatura alla migliore attrice guest in una serie drammatica per The District
  - 2001 - Migliore attrice guest in una serie commedia per Frasier
  - 2006 - Candidatura alla migliore attrice non protagonista in una serie drammatica per 24
  - 2007 - Candidatura alla migliore attrice non protagonista in una serie drammatica per 24
  - 2008 - Migliore attrice non protagonista in una serie commedia per Samantha chi?
  - 2012 - Candidatura alla migliore attrice guest in una serie drammatica per Harry's Law
  - 2016 - Candidatura alla migliore attrice non protagonista in una miniserie per Fargo
  - 2020 - Candidatura alla migliore attrice non protagonista in una miniserie per Watchmen
  - 2021 - Candidatura alla migliore attrice non protagonista in una miniserie per Omicidio a Easttown
  - 2021 – Migliore attrice protagonista in una serie commedia per Hacks
  - 2022 – Migliore attrice protagonista in una serie commedia per Hacks
  - 2024 - Migliore attrice protagonista in una serie commedia per Hacks
  - 2025 - Candidatura alla miglior attrice protagonista in una serie commedia per Hacks
- Satellite Award
  - 2006 - Candidatura alla migliore attrice non protagonista in una serie, miniserie o film per la televisione per 24
  - 2022 - Candidatura alla migliore attrice non protagonista in una serie, miniserie o film per la televisione per Omicidio a Easttown
  - 2022 - Migliore attrice in una serie commedia o musicale per Hacks
  - 2023 - Candidatura alla migliore attrice non protagonista in un film per Babylon
  - 2023 - Candidatura alla migliore attrice in una serie commedia o musicale per Hacks
- Screen Actors Guild Award
  - 2007 - Candidatura al miglior cast in una serie drammatica per 24
  - 2022 - Migliore attrice in una serie commedia per Hacks
  - 2022 - Candidatura al miglior cast in una serie commedia per Hacks
  - 2022 - Candidatura alla migliore attrice in una miniserie o film televisivo per Omicidio a Easttown
  - 2023 - Candidatura al miglior cast cinematografico per Babylon
  - 2023 - Migliore attrice in una serie commedia per Hacks
  - 2023 - Candidatura al miglior cast cinematografico in una serie commedia per Hacks

## Doppiatrici italiane
Nelle versioni in italiano delle opere in cui ha recitato, Jean Smart è stata doppiata da:
- Aurora Cancian in 24, Hawaii Five-O, William & Kate - Un amore da favola, Harry's Law, Fargo, The Accountant, Girlfriends' Guide to Divorce, Legion, Un piccolo favore, Omicidio a Easttown, Babylon
- Antonella Giannini in Tutta colpa dell'amore, La vita in un attimo, Watchmen, Hacks
- Angiola Baggi in Un ciclone in casa, La mia vita a Garden State, Psych
- Cinzia De Carolis in The District
- Fabrizia Castagnoli in Fuga dal futuro - Danger Zone
- Melina Martello in Le regole del gioco
- Cristina Dian in Quattro donne in carriera
- Sonia Scotti in Rossella
- Ludovica Modugno in Questione di stile
- Stefania Giacarelli in La famiglia Pellet
- Alessandra Korompay in Angie Tribeca
- Liliana Sorrentino in Istinto criminale
- Anna Rita Pasanisi in Samantha chi?

Da doppiatrice è sostituita da:
- Rosalba Bongiovanni in The Oblongs
- Antonella Giannini in Kim Possible
- Dania Cericola in Balto - Sulle ali dell'avventura